# جیمز ویلیام گیبسون

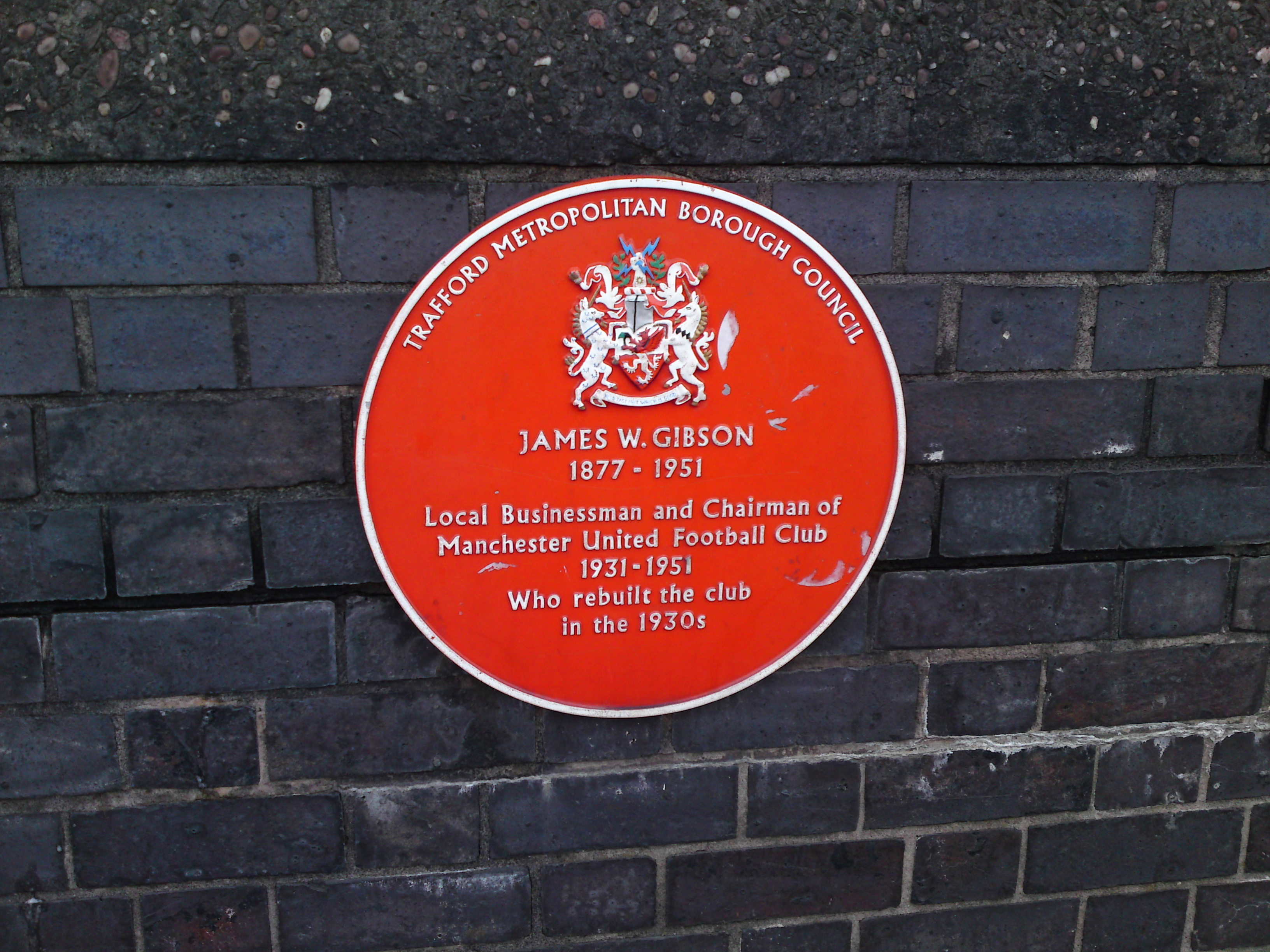
پلاکی که به یاد وی در جاده سر مت بازبی نصب شده‌است

جیمز ویلیام گیبسون (به انگلیسی: James William Gibson) (زاده ۲۱ اکتبر ۱۸۷۷ - سپتامبر ۱۹۵۱) یک تاجر بریتانیایی بود که از سال ۱۹۳۱ تا ۱۹۵۱ (سال مرگش) صاحب و مدیر باشگاه فوتبال منچستر یونایتد بود.